# Museo della miniera di zolfo di Cabernardi

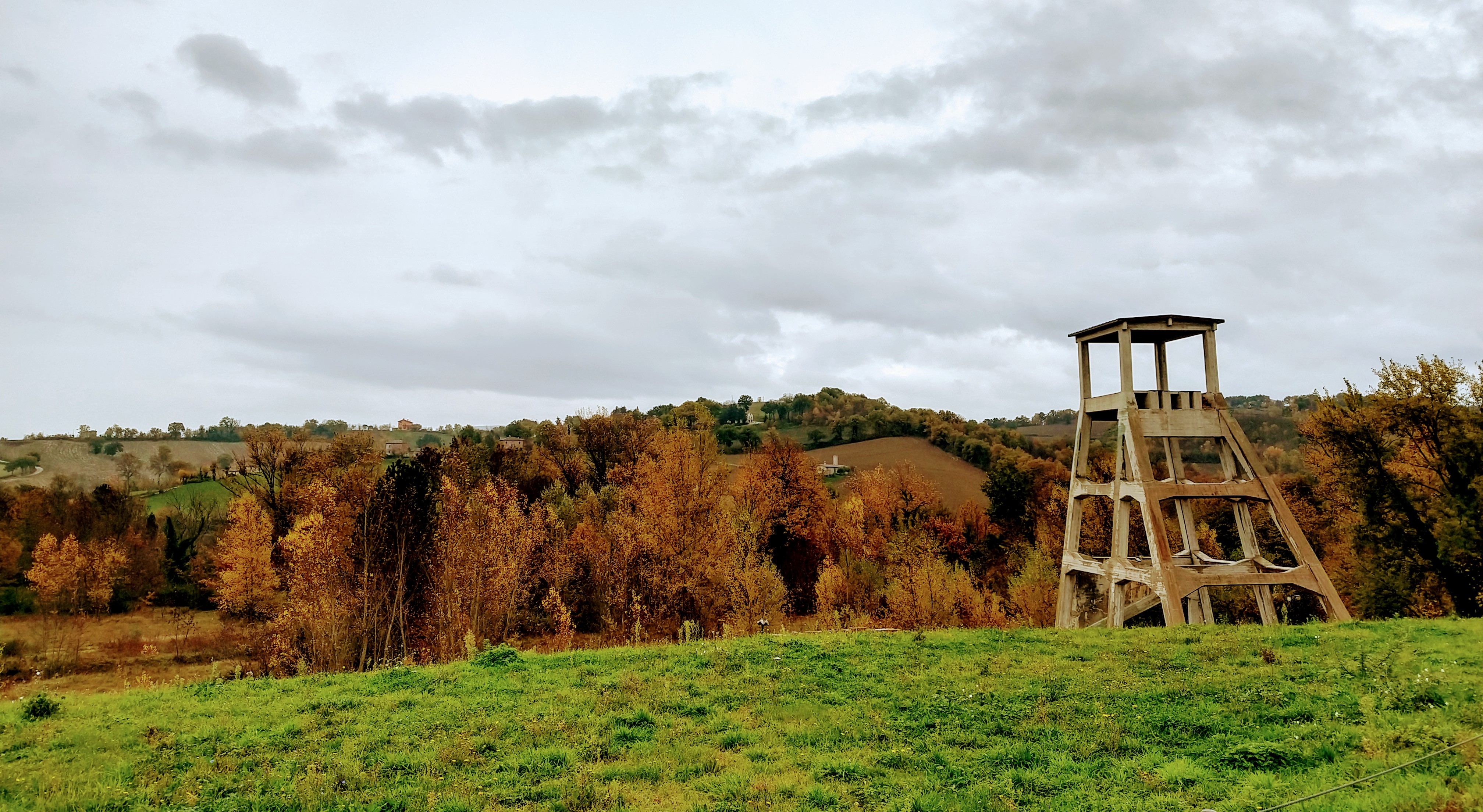
Pozzo Donegani, miniera di Cabernardi

Il Museo della Miniera di Zolfo di Cabernardi di Sassoferrato (AN) è situato nel centro urbano della frazione Cabernardi, nei pressi dell'ex miniera di zolfo di Cabernardi-Percozzone, gestita dalla società Montecatini, uno dei più importanti centri minerari d'Europa.

## Storia e descrizione
Cabernardi è una frazione di Sassoferrato nata intorno al 1826. Secondo la tradizione fu fondata da quattro fratelli il più anziano dei quali Bernardo diede nome al paese; gli altri Crociano, Massimo e Martino a tre quartieri. La popolazione odierna è di trecento unità, ma grande prosperità e floridezza fu raggiunta a metà del secolo precedente quando, grazie all'attività estrattiva, solo le persone lavoranti in miniera, raggiunsero le 2400 unità.
L'attività estrattiva iniziò a funzionare intorno al 1860 quando – così racconta la leggenda - un contadino cercando di abbeverare le bestie su una pozza d'acqua, si accorse che queste non bevevano e che l'acqua era maleodorante.
In un primo momento chiamò il parroco e questi a sua volta chiamò un esperto che decretò l'esistenza di una falda di minerale. Prese avvio così, nel podere del contadino, l'estrazione dello zolfo; prima con l'amministrazione da parte della famiglia tedesca Buhl - Deinhard, poi con la "Società Miniere Solfare Trezza e Albani ed infine nel 1917 con la Società Montecatini. La chiusura definitiva avvenne il 5 maggio 1959.
Il museo conserva foto, documenti e attrezzi da lavoro che ricostruiscono la storia economica e sociale del territorio. L'esposizione comprende anche minerali, Pane e zolfo un prezioso documentario del regista Gillo Pontecorvo, realizzato grazie all'allora sindaco di Pergola Galliano Binotti, e un modellino automatizzato che illustra il funzionamento dei pozzi di estrazione e dei depositi.
Il museo ed il sito archeominerario sono parte integrante del Parco museo minerario delle miniere di zolfo delle Marche e dell'Emilia-Romagna.